# Alouatta pigra
Espèce
Statut de conservation UICN

 EN A4cd : En danger
Statut CITES
Le Hurleur du Guatemala (Alouatta pigra) est une espèce qui fait partie des singes du Nouveau Monde d'Amérique centrale. Dans certains pays, on le surnomme le Babouin (au Belize), Saraguate (au Mexique) et Batz (chez les Mayas).

## Description morphologique

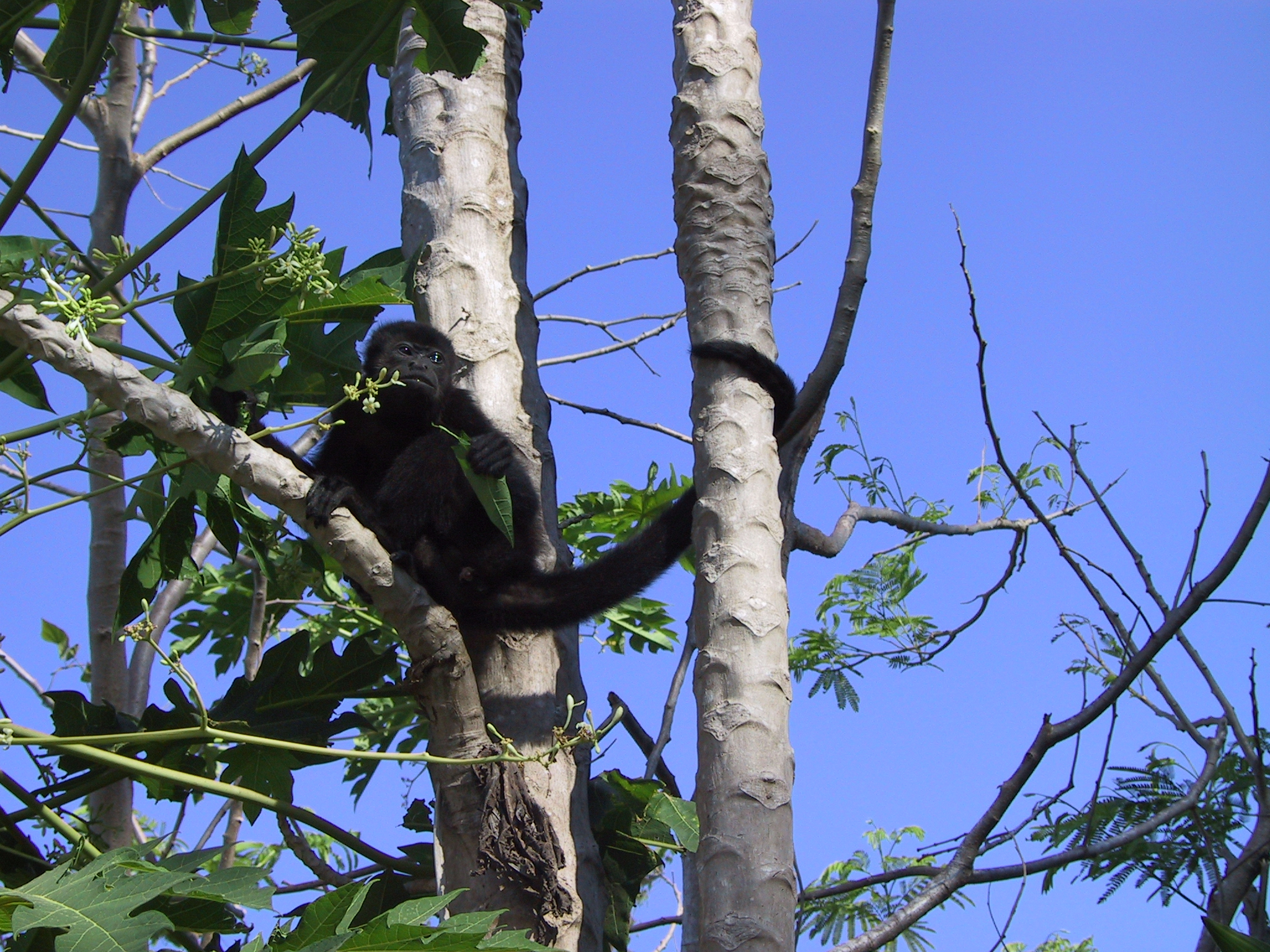
Hurleur du Guatemala dans un arbre.

Le hurleur du Guatemala est le plus large des singes hurleurs et il est l’un des plus gros des singes du Nouveau Monde. En moyenne chez les mâles, son corps mesure entre 521 et 639 mm (20.5 et 25.2 po) en excluant la queue.
La queue mesure environ 590–690 mm (23 – 27 po) en longueur et le pied environ 133–165 mm (4.9-6.1 po). Les adultes des deux sexes ont le poil long et ils sont entièrement noirs. Les mâles ont le scrotum blanc à partir de l’âge de 4 mois.

## Alimentation
Le singe Hurleur du Guatemala se nourrit principalement de fruits et de feuilles,,.

## Comportement
Le singe Hurleur du Guatemala est diurne et arboricole,. Il vit en groupe de 2 à 10 individus, mais la moyenne est de 4 à 6 membres,. Normalement, il est possible de l’entendre hurler tard dans l’après-midi (au coucher du soleil) et tôt durant le matin (au lever du soleil),.

## Répartition géographique et habitat

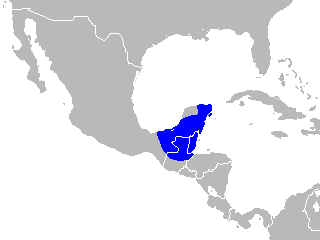
Répartition du hurleur du Guatemala en Amérique centrale.

On le rencontre particulièrement dans la péninsule du Yucatán (Péninsule du Mexique), au Guatemala et au Belize,,,,,. On retrouve son habitat dans les forêts sempervirentes et les forêts tropicales humides riveraines. Il est souvent aperçu dans les forêts autour des sites archéologiques,

## Statut de conservation

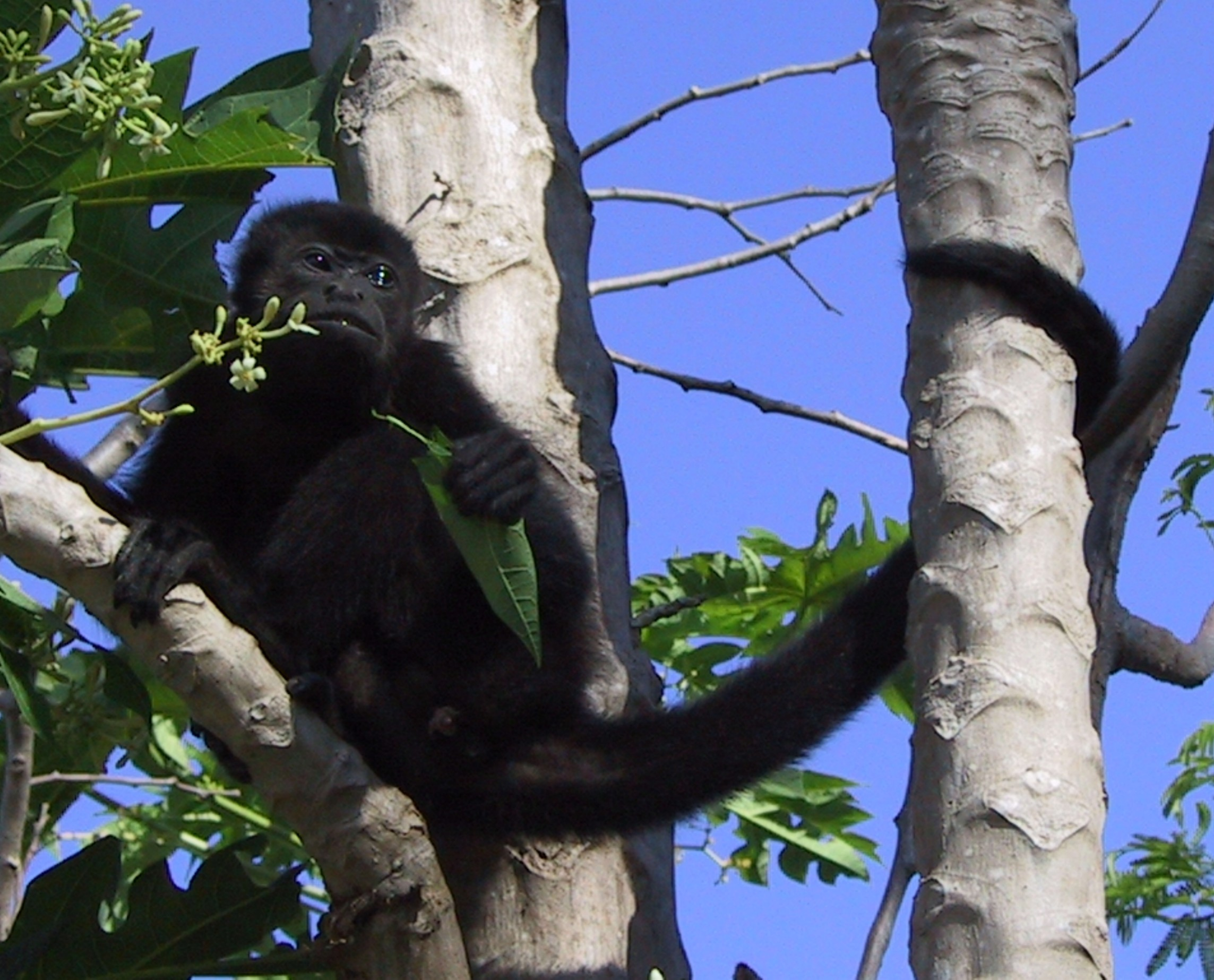
Alouatta pigra (singe hurleur), mangeant des feuilles de Carica papaya (Costa Rica, péninsule de Nicoya, Cabo-Blanco).

Le singe Hurleur du Guatemala appartient aux singes du Nouveau Monde dans la famille Atelidae qui inclut les singes hurleurs (Alouates), les singes-araignées (Atèles), les singes laineux (Lagotriches) et les singes-araignées laineux (Muriquis). Le singe Hurleur du Guatemala fait partie du genre Alouatta,,,,,. Il n’a pas de sous-espèce reconnue à ce jour. Aujourd’hui, le singe hurleur du Guatemala est classé selon la CITES comme étant une espèce menacée,,.